# Walther Rosenthal
Walther Rosenthal (* 10. Juli 1917 in Nowawes; † 11. Juli 1987) war ein deutscher Jurist, der sich in West-Berlin mit dem Strafrecht der Deutschen Demokratischen Republik beschäftigte, und Sportfunktionär.

## Beruflicher Werdegang
Walther Rosentahl wurde als Sohn des Juristen und Oberbürgermeisters der Stadt Nowawes, Walter Rosenthal, geboren. Sein Vater wurde im Sommer 1933 durch Nationalsozialistische Kreise aus dem Amt gedrängt und musste einem NSDAP-Bürgermeister den Platz räumen. Daraufhin zog die Familie nach Potsdam, um sich weiteren öffentlichen Angriffen zu entziehen. Nach seinem Schulabschluss nahm Rosenthal ein Studium der Rechtswissenschaften auf. Zum 1. November 1937 trat er der NSDAP bei (Mitgliedsnummer 5.979.271), nachdem seine „arische“ Herkunft bestätigt worden war. Nach dem Zweiten Weltkrieg war er am 1. Mai 1950 zum Oberrichter in Potsdam ernannt worden. Wechselte aber noch im gleichen Jahr seinen Wohnsitz und kam nach West-Berlin, wo er für den Untersuchungsausschuß freiheitlicher Juristen (UfJ) als Strafrechtsreferent arbeitete, dessen Leitung er 1958 übernahm. 1960 wurde der UfJ in das Gesamtdeutsche Institut übernommen. Dort war Rosenthal im Rang eines Leitenden Regierungsdirektors als Referatsleiter und Leiter der Berliner Dienststelle tätig.
Bis zu seinem Tode war Rosenthal Mitherausgeber des Jahrbuchs für Ostrecht.
Kurz vor dem Umzug nach West-Berlin hatte sich Rosenthal am 7. Januar 1950 als Informant eines auf ostdeutschem Territorium tätigen Geheimdienstes unter dem Decknamen „Schmidt“ verpflichtet. Ursprünglich sollte er auf den brandenburgischen Justizminister Ernst Stargardt angesetzt werden. Aktivitäten Rosenthals aus West-Berlin im Sinne dieser Anwerbung sind dokumentarisch nicht nachweisbar. Nach Angaben Siegfried Mampels hatte sich Rosenthal dort sogleich dem Untersuchungsausschuss freiheitlicher Juristen offenbart. Die Angelegenheit wurde 1991 öffentlich bekannt. Ein im Auftrag des Deutschen Tennis Bundes (DTB) 1992 erstelltes Gutachten entlastete Rosenthal. Detlef Kühn fand das DTB-Gutachten bestätigt; er kritisierte 1994 erschienene Behauptungen des Autors Peter-Ferdinand Koch.

## Sportfunktionär
Als junger Mann war Rosenthal aktiver Tennisspieler und gewann 1934 gemeinsam mit Werner Beuther die Deutschen Jugendmeisterschaften im Doppel. 1963 gewann er die Seniorenmeisterschaften.
Von 1956 an war er 13 Jahre lang Sportwart des Berliner Tennis-Verbandes. 1969 folgte die Wahl zum Präsidenten des Berliner Tennis-Verbandes. 1973 wurde er Vizepräsident des Deutschen Tennis Bundes und 1975 dessen Präsident. Er blieb bis 1985 im Amt. Seinem Einsatz in der ITF ist die Wiederaufnahme des Tennissports in das olympische Programm zu verdanken.
Rosenthal starb am 11. Juli 1987, einen Tag nach seinem 70. Geburtstag.

## Schriften
- Die Justiz in der Sowjetzone. Bundesministerium für gesamtdeutsche Fragen, Bonn 1962.
- Das neue politische Strafrecht der DDR. Metzger Verlag, Frankfurt am Main 1968.

## Ehrungen
- 1971: Verdienstkreuz 1. Klasse der Bundesrepublik Deutschland
- 1983: Großes Verdienstkreuz der Bundesrepublik Deutschland
- Goldene Ehrennadel des DTB
- Goldene Ehrennadel mit Brillanten des Berliner Tennis-Verbandes
- Sportplakette des Landessportbundes Berlin in Gold
- Ehrenpräsident des Deutschen Tennis-Bundes